# رز رشت
رز رشت (نام علمی: Rosa de Rescht) یک گل رز پورتلند داماسک است که توسط باغبان انگلیسی، نانسی لیندسی در سال ۱۹۴۵ معرفی شد. الن ویلمات در قسمت اول کتاب خود یک نوع گل رز را توصیف کرد که در میان گیلک‌ها به نام «رشتی گول» شناخته می‌شود که احتمالاً همان رز رشت (Rosa 'de Rescht') است.

## تاریخچه
تاریخچه این گل نامشخص است و منشأ آن ناشناخته است. بر اساس برخی تحقیقات انجام‌شده در فرانسه و انگلیس، این گل رز در ابتدا در حدود سال ۱۸۸۰ به عنوان رز ایرانی معرفی شد. و در برخی منابع رز فرانسوی معرفی شده است. به نظر می‌رسد که منشأ این گل رز در سال ۱۸۸۰ در انگلیس و سپس در سال ۱۸۹۰ در آلمان گزارش شده است، اما پس از آن به فراموشی سپرده شد تا اینکه میان سال‌های ۱۹۴۰–۱۹۵۰ در شهر رشت دوباره کشف شد.

## توصیف
شکل شکوفه رز رشت دوتایی است، رنگ آنها صورتی عمیق (dp) و بسیار خوشبو است. این گیاه دارای شاخ و برگ سبز بزرگ و متوسط است، حدود ۹۰ تا ۱۲۰ سانتی‌متر (۳۶–۴۸ اینچ) ارتفاع و ۶۰–۹۰ سانتی‌متر (۲۴–۳۶ اینچ) عرض رشد می‌کند. در زمستان تا USDA 4b 31.7- درجه سانتیگراد (منفی ۲۵ درجه فارنهایت) مقاوم است. زمان گلدهی اواخر بهار و اوایل تابستان است. بارها و بارها شکوفا می‌شود و در برابر لکه سیاه، سفیدک و زنگار مقاوم است. پی‌اچ مورد نیاز خاک آن ۵٫۶ تا ۶٫۵ (اسیدی تا اسیدی متوسط) است. از طریق قلمه‌های چوب نرم، قلمه‌های نیمه سخت، قلمه‌های چوب سخت، پیوند زدن و جوانه زدن می‌توان آن را تکثیر کرد.

## نام‌گذاری
نانسی لیندسی نام این گونه را از روی نام شهر رشت، مرکز استان گیلان که در امتداد سواحل جنوبی دریای کاسپین قرار دارد، نامگذاری کرد و متوجه شد که در این منطقه در حال رشد است.